# روجر لودلو
روجر لودلو (بالإنجليزية: Roger Ludlow) هو محامي أمريكي، ولد في 1 مارس 1590 في Dinton, Wiltshire ‏ في المملكة المتحدة، وتوفي في 1664 في دبلن في جمهورية أيرلندا.